# WBTM
Koordinaten: 36° 36′ 36″ N, 79° 25′ 47″ W
WBTM oder WBTM-AM (Branding: „1330 WBTM“; Slogan: „In Touch With You“) ist ein US-amerikanischer Hörfunksender mit einem Classic Hits-Sendeformat aus Danville im US-Bundesstaat Virginia. WBTM-AM sendet auf der Mittelwellen-Frequenz 1330 kHz. Eigentümer und Betreiber ist die Piedmont Broadcasting Corp.

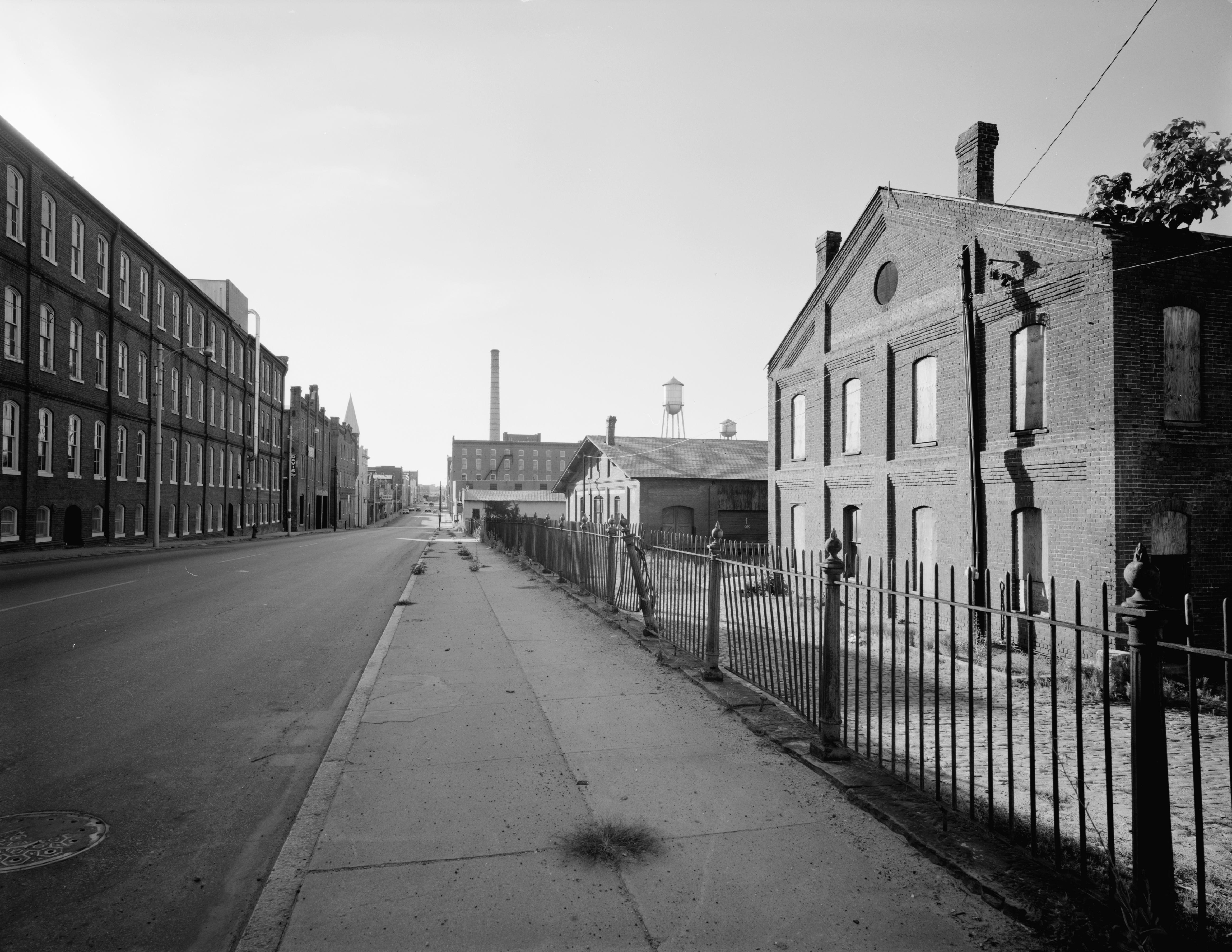
Tobacco Warehouse District Danville, Virginia